# مشعل إبراهيم
مشعل إبراهيم (مواليد 9 سبتمبر 1998) لاعب كرة قدم قطري يجيد اللعب في خط الوسط لعب سابقاً مع نادي السد في دوري نجوم قطر .
كانت له تجربة احترافية مع كولتورال ليونيسا الإسباني .
و هو شقيق اللاعب طلال إبراهيم .

## روابط خارجية
- مشعل إبراهيم على موقع Soccerway.com (الإنجليزية)